# 亮苞蒿
亮苞蒿（学名：Artemisia forrestii）为菊科蒿属的植物，是中国的特有植物。分布于中国大陆的云南等地，生长于海拔2,200米至3,800米的地区，多生于山坡和旷野，目前尚未由人工引种栽培。